# 最高榮譽喪禮

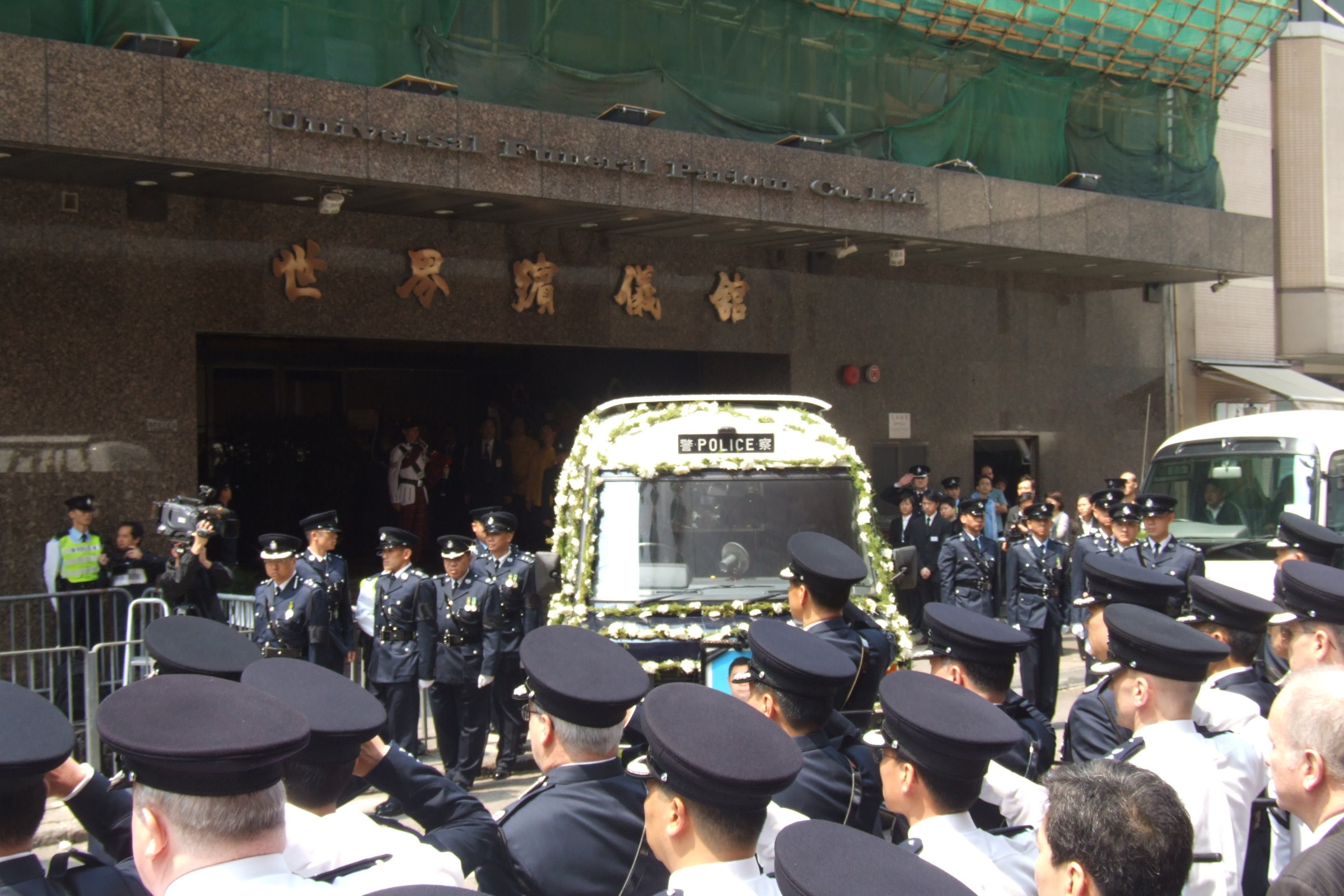
警隊最高榮譽喪禮

最高榮譽喪禮，是香港特別行政區為因公殉職的公務員而舉行的喪禮。目前為止，最近一次警隊最高榮譽喪禮是在2021年11月2日，為9月25日於沙洲對開進行反走私期間，被一艘走私船撞沉而殉職水警林婉儀舉殯，而最近一次消防處最高榮譽喪禮是在2017年4月14日，為上月22日在馬鞍山吊手岩拯救行動中墜岩殉職的田心消防局消防總隊目邱少明舉殯。而最近一次海關最高榮譽喪禮是在2020年3月11日，為1月21日於沙洲對開執勤期間，與一艘走私船相撞翻沉，其中一位殉職署理高級關員黎志恒舉殯，香港海關亦於2020年2月24日及3月5日在紅磡世界殯儀館為同一事故中殉職的關員黃焯梆及高級關員吳詠敏舉行香港海關最高榮譽喪禮，遺體同日安葬浩園。